# 佩南戈
佩南戈（義大利語：Penango），是意大利阿斯蒂省的一个市镇。总面积9.47平方公里，人口529人，人口密度55.9人/平方公里（2009年）。ISTAT代码为005083。